# Electrophaes albida
Electrophaes albida là một loài bướm đêm trong họ Geometridae.